# Antidesma ghaesembilla

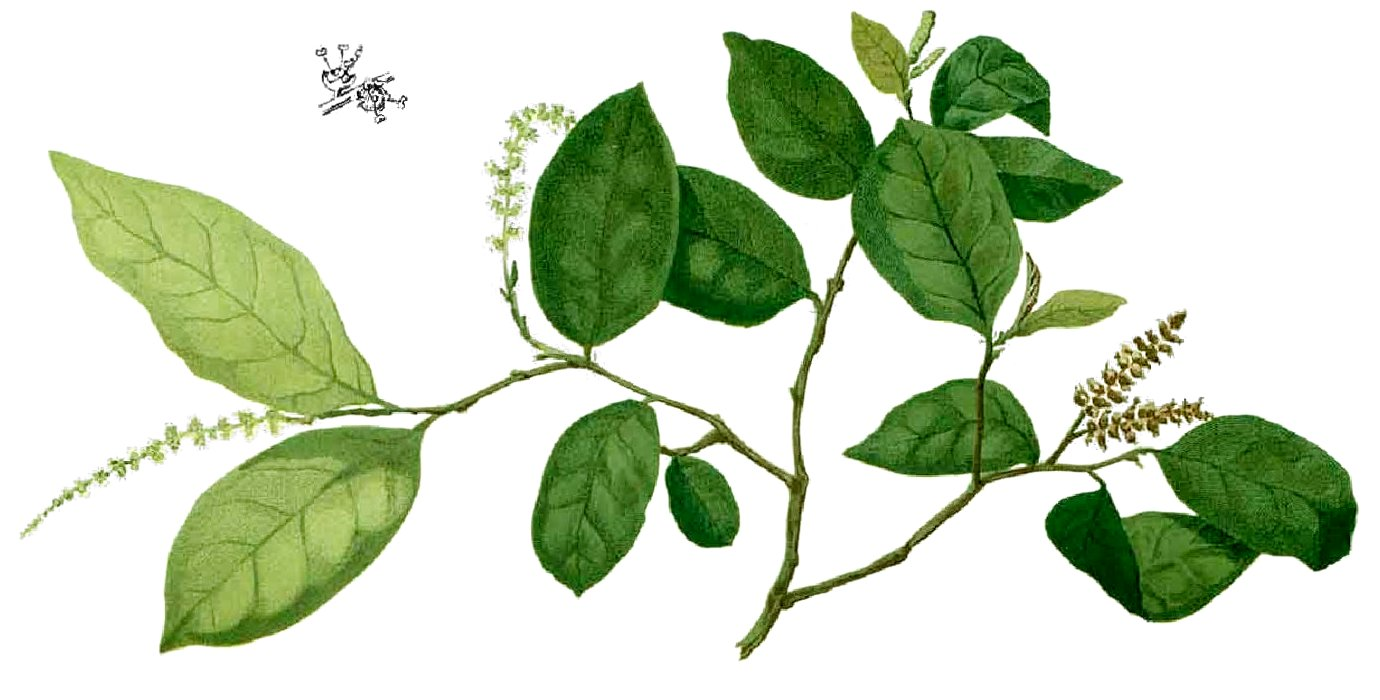

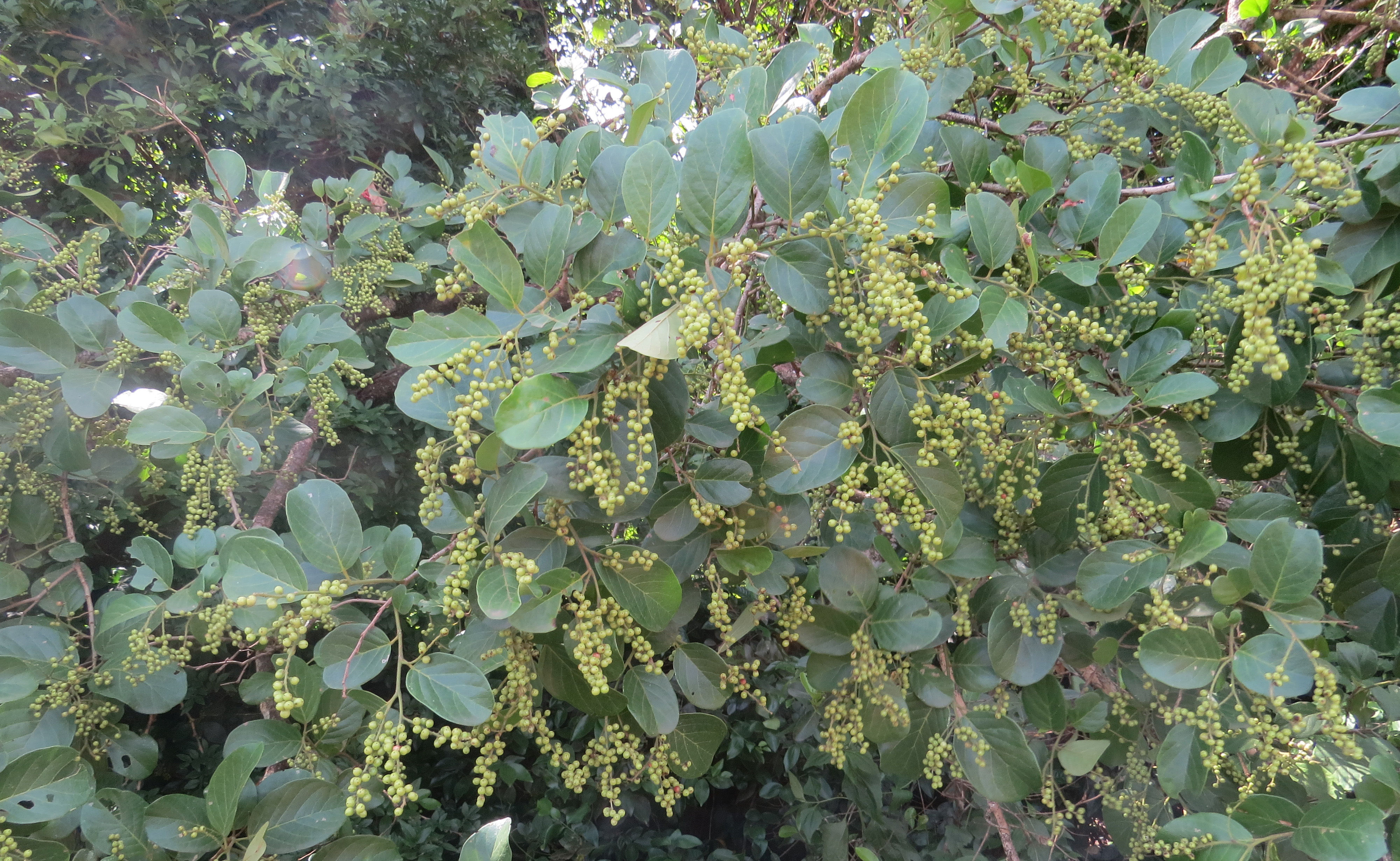

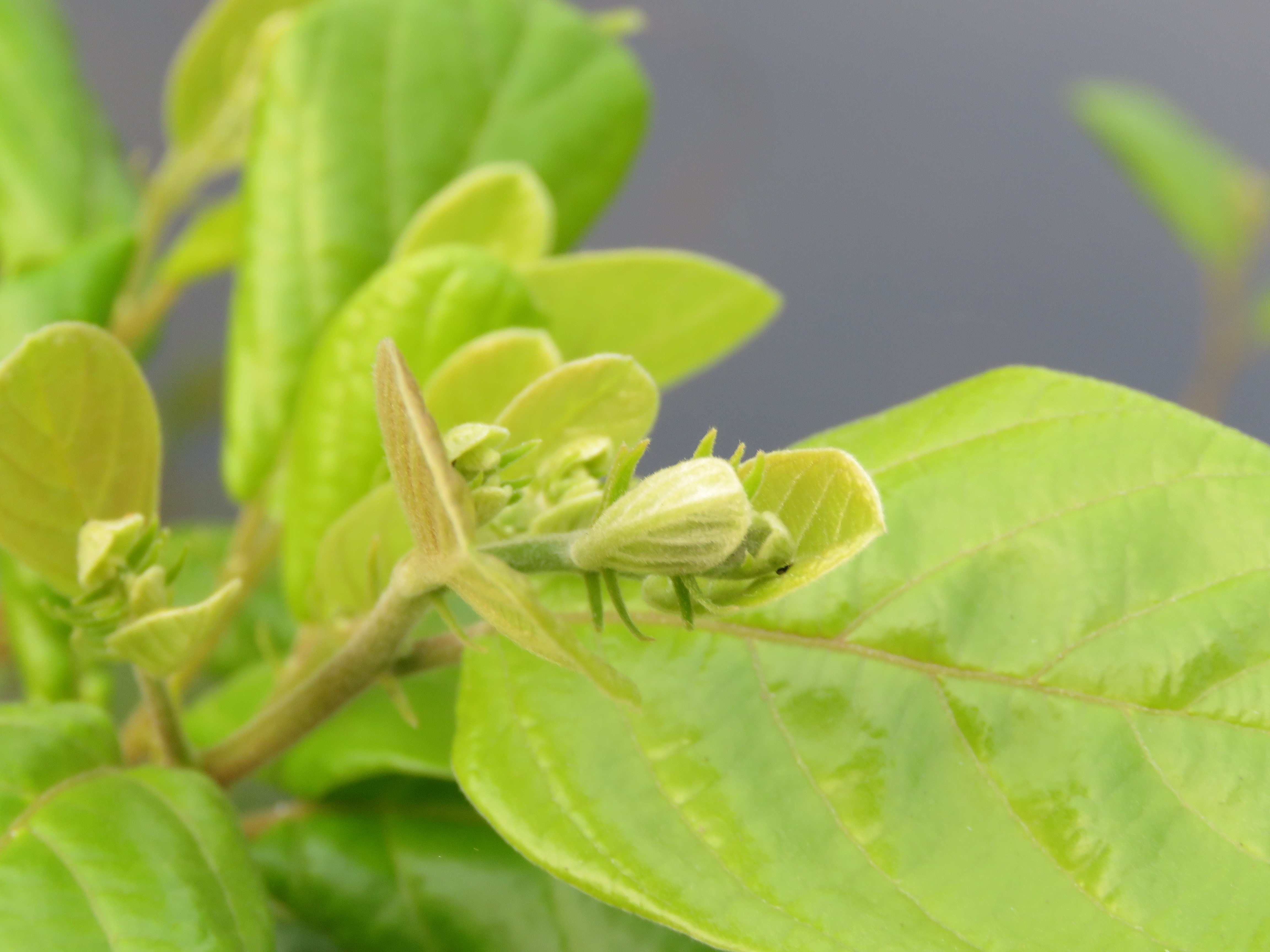

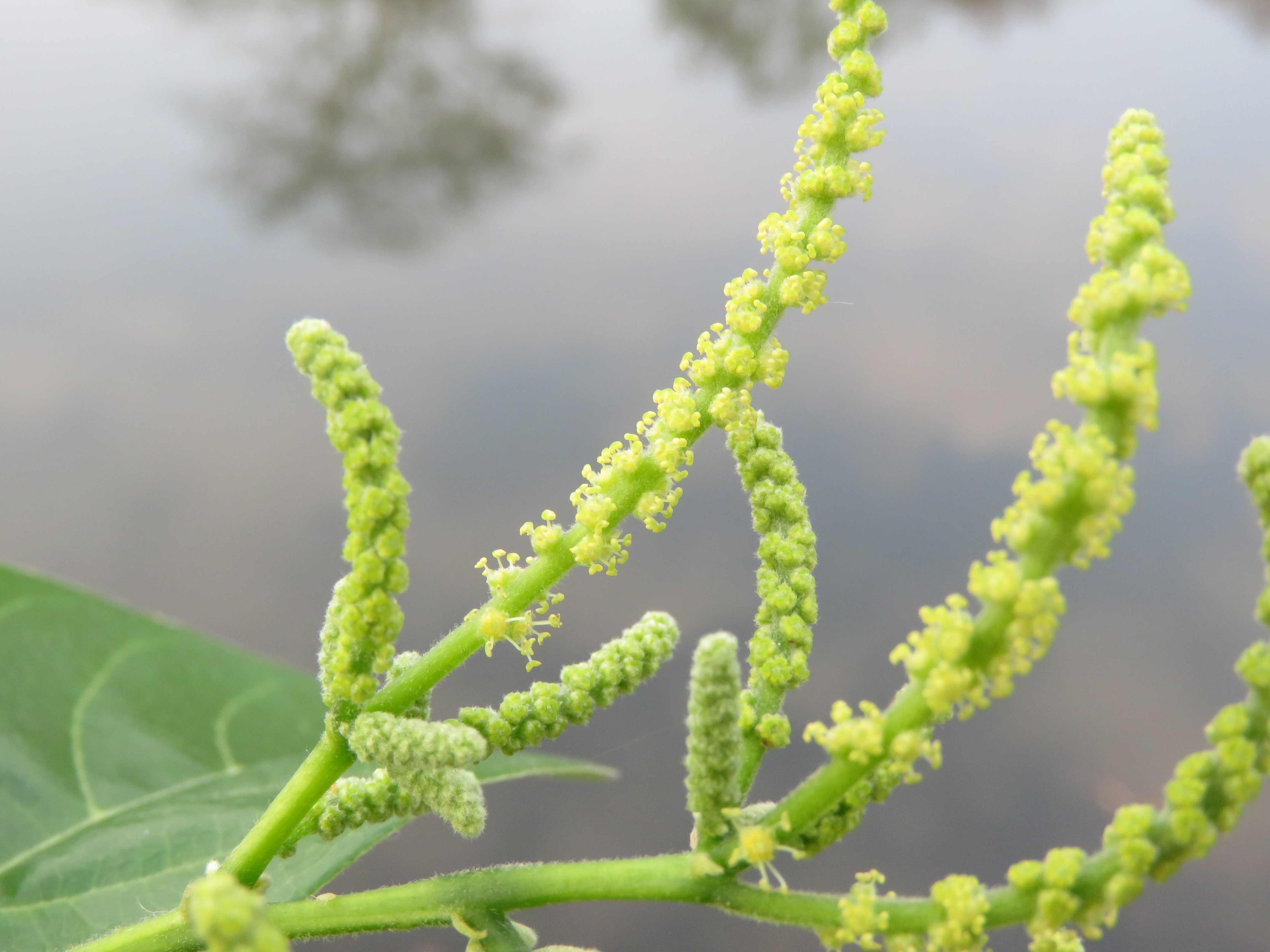

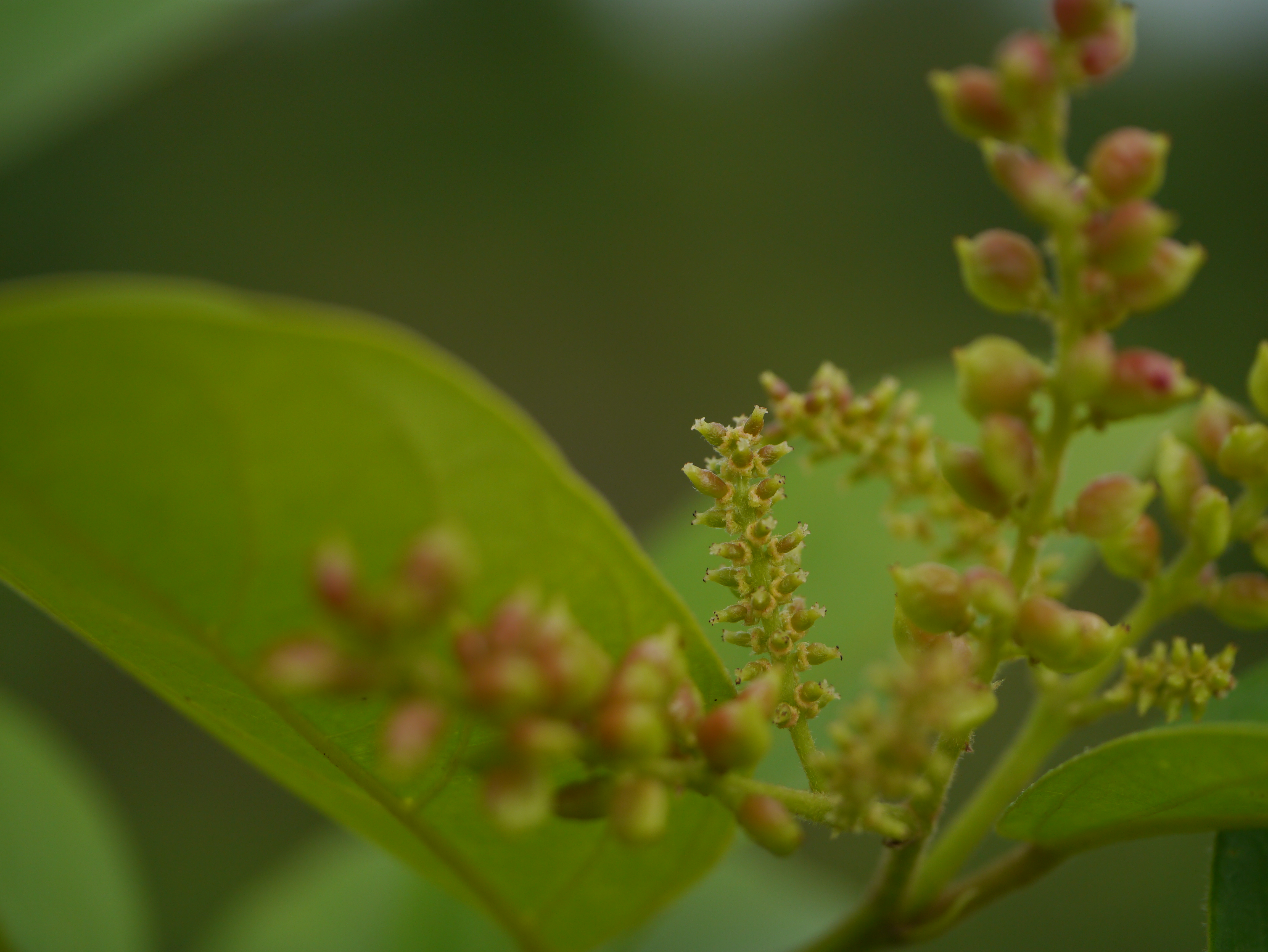

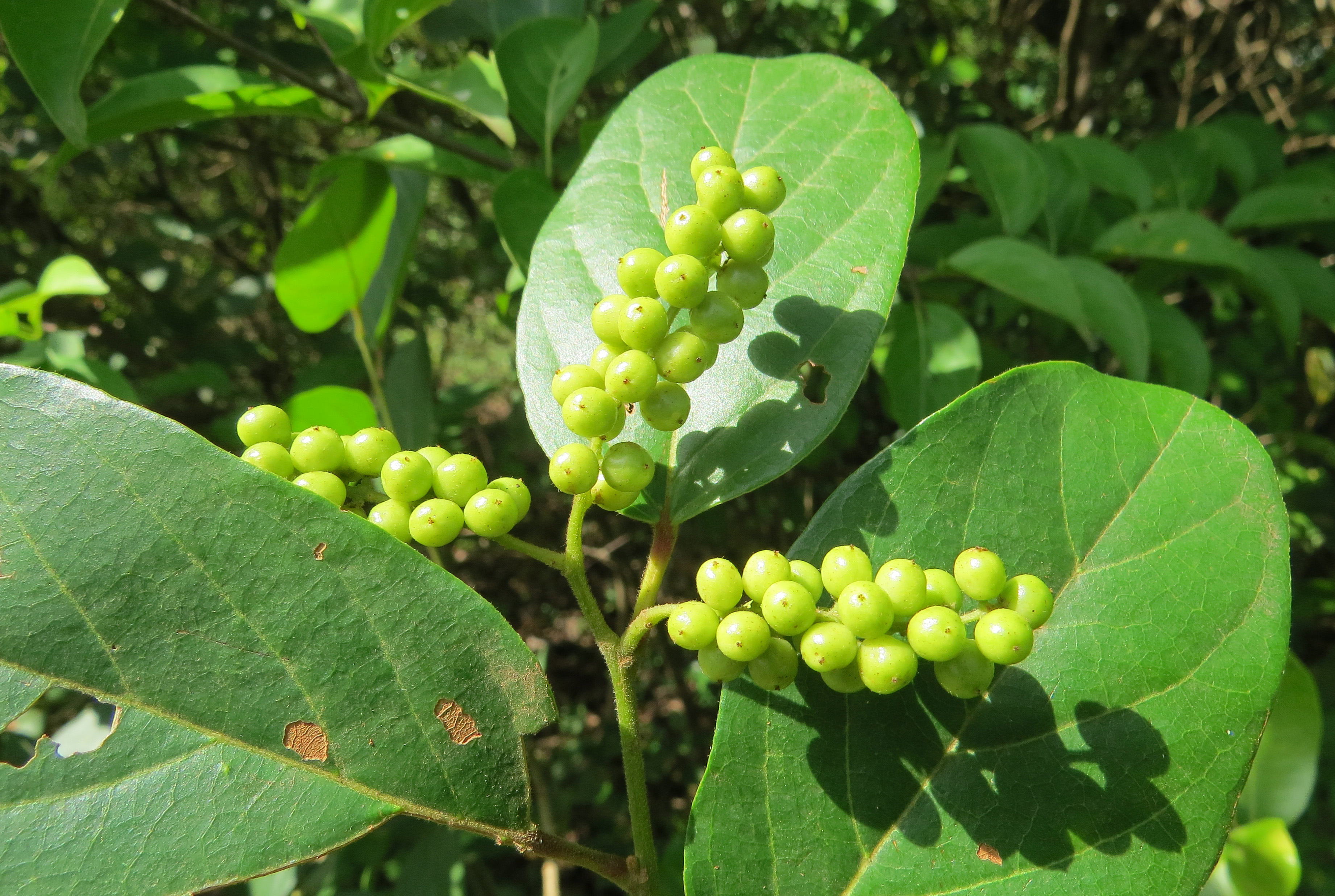

Antidesma ghaesembilla es una planta que pertenece a la familia Phyllanthaceae y se encuentra nativa en una amplia región que abarca desde el norte de Australia hasta Filipinas, China, y se extiende hacia el oeste hasta la India. Este arbusto o árbol suele prosperar en suelos húmedos en diversas comunidades vegetales, desde la sabana hasta el bosque de galería y el bosque denso. Además, esta planta mantiene relaciones simbióticas con diversas especies de hongos, insectos y animales, incluyendo los emúes. En las culturas de los Mangarrayi y Yangman en el norte de Australia, el dulce fruto maduro de este árbol es altamente valorado y se asocia estrechamente con la temporada de preparación y el koel. Además de su función alimentaria, la planta se emplea en diversas aplicaciones, como la confección de calendarios, la producción de tintes, la medicina tradicional, rituales religiosos y mágicos, como fuente de combustible e incluso como insecticida.

## Distribución
La especie se encuentra originaria en una extensa área que abarca desde el norte de Australia y Nueva Guinea hasta las regiones tropicales y subtropicales de Asia, llegando hasta el Himalaya occidental y el sureste de China. Los países y regiones donde prospera incluyen: Australia (particularmente Queensland, Noreste y Cabo York, Territorio del Norte, Australia Occidental en Kimberley); Papúa Nueva Guinea (incluso el archipiélago de Bismarck); Indonesia (como Papúa Occidental, Molucas, Islas Menores de la Sonda, Célebes, Kalimantan, Jawa, Sumatra); Filipinas; Malasia (abarcando Sabah, Sarawak y la Península Malaya); Tailandia; Camboya; Vietnam; China (específicamente en Guangdong, Guangxi, Hainan y Yunnan); Laos; Birmania; India (incluyendo las islas Andamán, las islas Nicobar y Assam); Bangladesh; Himalaya Oriental; Nepal; Sri Lanka; y el Himalaya Occidental. Además, la planta ha sido introducida y naturalizada en Guyana.

## Hábitat y ecología
En Australia, esta especie se encuentra en diversos tipos de hábitats, incluyendo bosques de galería, áreas monzónicas y bosques cerrados, a menudo en suelos pesados que se inundan durante la temporada de lluvias, y puede encontrarse desde el nivel del mar hasta altitudes de 600 metros. En la región de Kimberley, en Australia Occidental, se localiza en las cercanías de pantanos y cursos de agua, así como en gargantas de arenisca, desarrollándose en suelos aluviales y basálticos. En la costa de la Provincia del Norte de Papúa Nueva Guinea (PNG), esta especie crece en parches boscosos que se encuentran en pastizales sujetos a incendios frecuentes; además, esta planta muestra resistencia al fuego. La botánica camboyana Pauline Dy Phon describe que la planta suele crecer en bosques abiertos o en los bordes de bosques densos. En China, la especie se localiza en matorrales abiertos y en bosques dispersos, ya sean caducifolios, siempre verdes o secos mixtos, en elevaciones que oscilan entre 200 y 1100 metros sobre el nivel del mar.

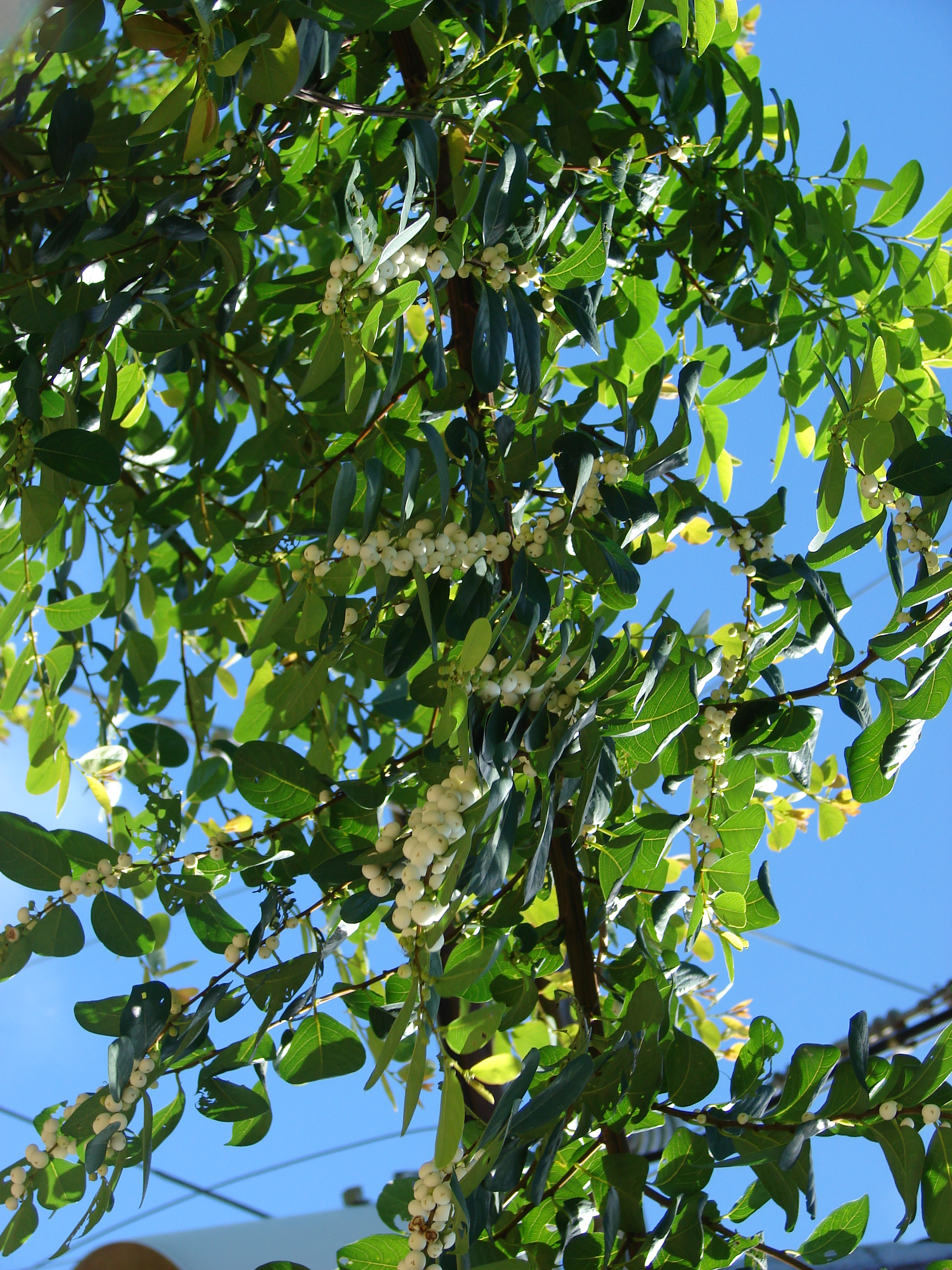
Runggu, compatriota de ngujiyi en el sureste de Kimberley

Esta especie se encuentra en el sureste de Kimberley(Australia Occidental), y en la región occidental de Top End, en el Territorio del Norte, en el norte de Australia. El pueblo jaru ha documentado que esta planta crece a lo largo de las orillas de ríos y arroyos. Además, consideran que el runggu (Fluegga virosa) es un "compatriota", lo que significa que existe una conexión espiritual y física entre el runggu y el ngujiyi (A. ghaesembilla).

En la zona de sabana al oeste de Port Moresby, en Papúa Nueva Guinea, esta planta se manifiesta como un árbol pionero que surge después de incendios o actividades de cultivo. Suele ser de baja estatura y tiene una vida comparativamente corta. En el norte de Papúa Nueva Guinea, en las llanuras de los valles de Ramu y Markham, anteriormente existían sabanas de cícadas hasta que la introducción de pastizales mejorados y la cría de ganado transformaron la megaterma de tierras bajas de altura media en una sabana dominada por pastizales altos, con rodales permanentes de Albizia procera, A. ghaesembilla y ocasionalmente otras especies como Glochidion, Kleinhovia, Macaranga y Mallotus. Estos cambios han modificado la vegetación original de la zona. En la sabana que solía rodear el Aeropuerto Internacional de Port Moresby, en Papúa Nueva Guinea, se encontraban especímenes aislados de esta planta que crecían en suelos arcillosos negros a lo largo de barrancos y arroyos.
En el archipiélago de Tanimbar, específicamente en la costa noreste de la isla principal de Yamdena, se encuentra un bosque seco caducifolio. Este bosque se caracteriza por tener un dosel arbóreo que alcanza una altura de aproximadamente 30 metros. El dosel está conformado principalmente por especies de las familias Ebenaceae, Fabaceae, Apocynaceae y Menispermaceae. Estos grupos taxonómicos representan una parte minoritaria del dosel inferior, ubicado por debajo de los árboles emergentes y del dosel superior, pero por encima de la capa del piso del bosque (también conocida como polo). 

## Estado de conservación
La planta ha sido clasificada como "Preocupación Menor" por la Unión Internacional para la Conservación de la Naturaleza (UICN) debido a su amplia distribución y una población considerable, sin enfrentar amenazas significativas en la actualidad. No obstante, se ha observado una disminución constante en el número de individuos maduros, y su hábitat se reduce continuamente en términos de extensión y calidad. Aunque la situación de conservación de la planta en su conjunto se califica como menos preocupante, el estado de los árboles en particular es motivo de mayor inquietud.

## Usos
En Australia, los niños suelen consumir esta fruta, que es bastante ácida. Cuando la fruta madura, adquiere un color púrpura oscuro y tiene un contenido muy alto de vitamina C. 

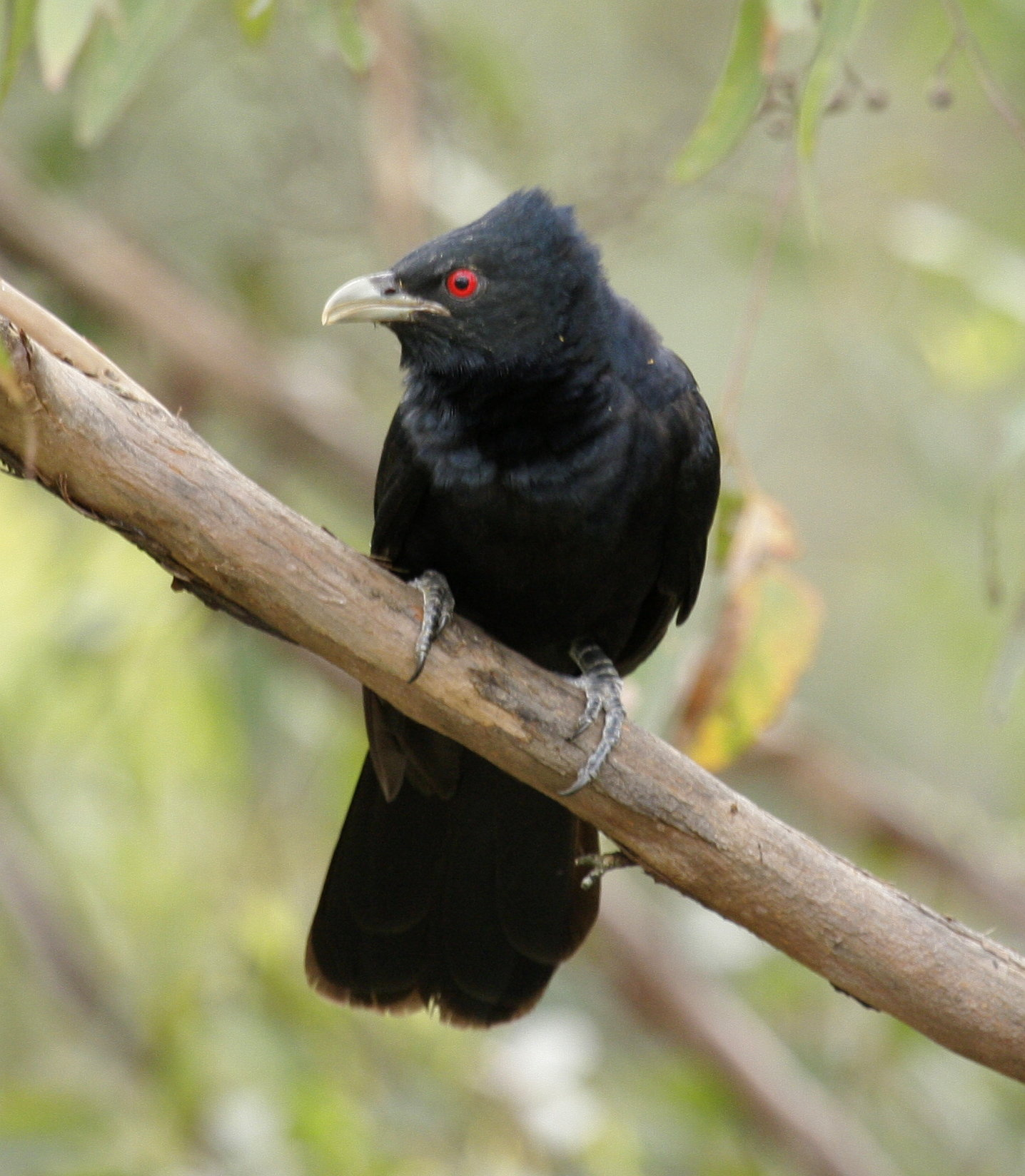
dowo'min / jowogban masculino, que cuida a los murranggurn alrededor de Elsey y Roper River

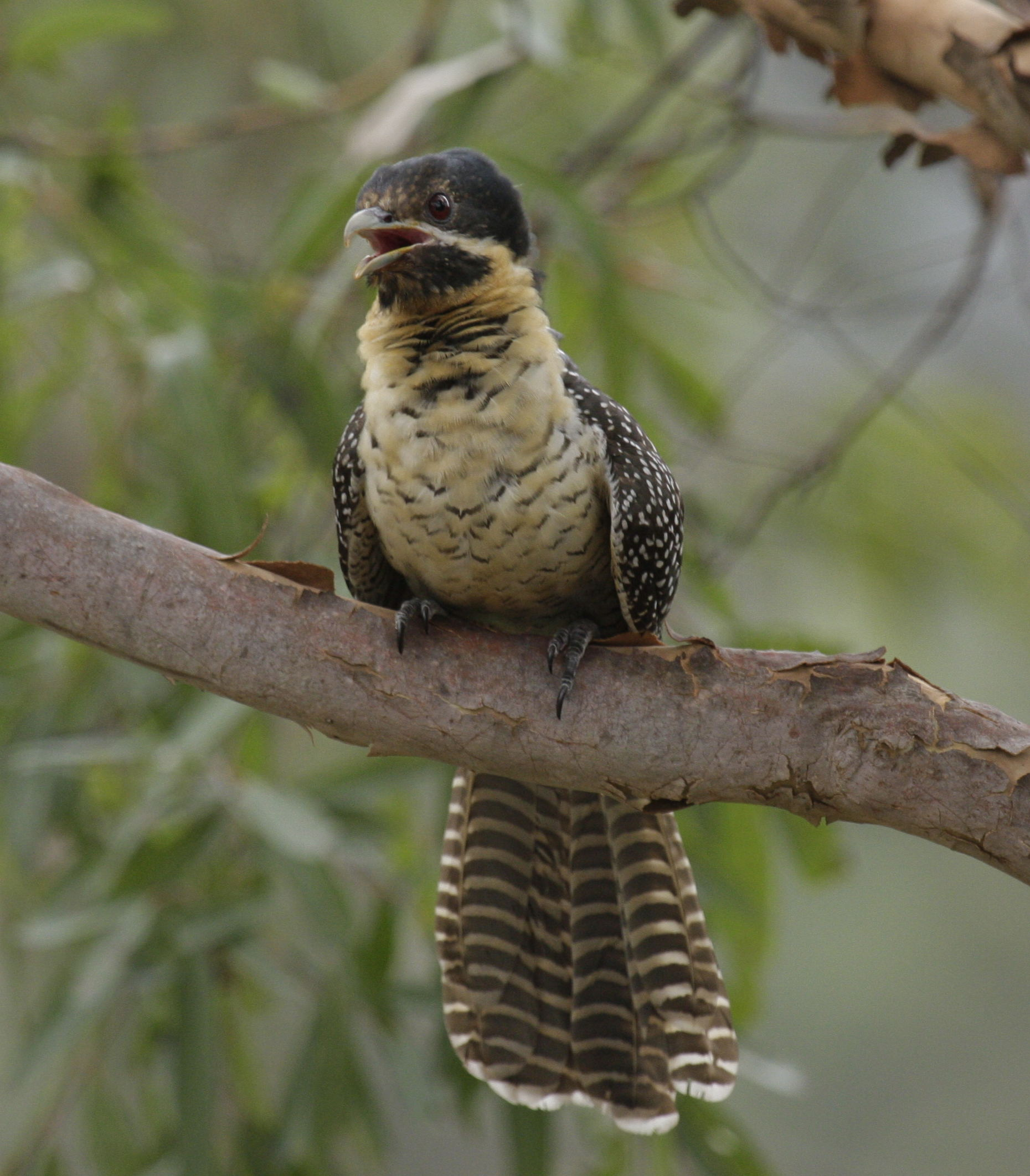
mujer dowo'min / jowogban

Los pueblos Mangarrayi y Yangman que habitan en las regiones de Elsey y el río Roper, en el norte de Australia, consumen esta fruta cuando está madura, adquiriendo un color que va desde el púrpura hasta el negro. Estas frutas maduras son descritas como "muy dulces y altamente valoradas". Además, la fruta se tritura y se remoja en agua para crear una bebida que se asemeja a un cordial. Un rasgo distintivo de su consumo es que al ingerirla, los labios y la lengua de las personas se tiñen de un color azul violeta. La planta también desempeña un papel importante en el calendario de estos pueblos. Durante la época de Gaynwarr, que es la temporada de acumulación de calor antes de las lluvias, que generalmente ocurre entre los meses de agosto y noviembre, el dowo'min (en la cultura Mangarrayi) o jowogban (en la cultura Yangman) que es el cuco de collar (Eudynamys orientalis), también conocido como el koel o el pájaro de la tormenta, canta para señalar a los pueblos Mangarrayi y Yangman que esta fruta, junto con otras tres, están listas para ser cosechadas. El pájaro desempeña un papel de "custodio" del árbol.
El pueblo Jaru de las regiones de Kimberley y Top End, en Australia, describe esta fruta como "dulce y sabrosa" y señala que alcanza su punto de maduración cuando adquiere un color negro. En estas regiones, la maduración de la fruta generalmente coincide con la estación húmeda.
En Kalimantan Oriental, la resina, conocida como "nyatang", del árbol se quema con el propósito de crear un tinte negro que se utiliza en la elaboración de sombreros para protegerse del sol. 
En Camboya, la fruta se consume fresca o encurtida como parte de la dieta local. Además, en la medicina tradicional camboyana, se utilizan varias partes de la planta para diferentes propósitos. Por ejemplo, las ramas tiernas se mezclan con raíces de papaya y se emplean para regular la menstruación. Asimismo, una mezcla de la corteza de la planta y tabaco se utiliza para tratar ciertas heridas, y las hojas trituradas se aplican en la fontanela de los recién nacidos con el fin de prevenir el resfriado común.
En la aldea de Pu Ndreng, que se encuentra en la comuna de Dak Dam, distrito de Ou Reang, en la provincia de Mondulkiri, al este de Camboya, aproximadamente el 90% de la población está compuesta por el pueblo Bunong. En esta comunidad, el "dolor de útero" es una de las dolencias más comunes y menos costosas de tratar utilizando medicinas tradicionales. Los tratamientos para esta afección suelen involucrar el uso de plantas silvestres locales, incluida la planta A. ghaesembilla.
En un estudio más amplio sobre la etnofarmacología del pueblo Bunong en Mondulkiri, se observó que varias partes de la planta A. ghaesembilla, como la corteza, la madera, la raíz y las hojas, se utilizaban para tratar una variedad de dolencias. Estas dolencias incluían la diarrea, diarrea con vómitos, cuidados posparto, dolor de estómago, hemorroides, fiebre, tos y limpieza de heridas. La corteza, cuando se rallaba y se mezclaba con agua, se aplicaba sobre la piel para actuar como repelente de insectos. Sin embargo, es importante destacar que, aunque la planta fue citada por un gran número de informantes, hubo poca fidelidad y acuerdo limitado en cuanto a las dolencias específicas que se debían tratar con esta planta. Además, la planta se usaba predominantemente en combinación con otras plantas en mezclas complejas. Cabe señalar que se ha demostrado que la planta A. ghaesembilla posee actividad antibacteriana contra bacterias patógenas gastrointestinales, lo que podría explicar su uso tradicional en el tratamiento de afecciones relacionadas con el sistema digestivo.
El estudio sobre el tratamiento y manejo de enfermedades hepáticas por parte de curanderos tradicionales jemeres en Phnom Penh, la capital de Camboya, arroja luz sobre las creencias y prácticas tradicionales de la medicina en esta región. Estos curanderos tradicionales atribuyen a varias plantas propiedades curativas, y una de las más comunes es la capacidad de curar inflamaciones, infecciones, heridas, quemaduras y reparar daños en los tejidos, ya sean internos o externos, de manera eficiente. En este contexto, la planta A. ghaesembilla se considera que posee esta propiedad y se utiliza en el tratamiento de enfermedades hepáticas, a menudo en forma de decocción, infusión o pastilla.
El estudio también destaca la influencia de la medicina científica o biomedicina en las prácticas de los curanderos tradicionales, lo que lleva a una evolución en sus métodos y retórica, lo que se describe como un enfoque "neotradicional". Esto subraya la dinámica de las prácticas culturales y cómo lo que se considera "tradicional" puede cambiar con el tiempo, adaptándose a nuevas influencias y conocimientos.
En resumen, este estudio subraya la evolución de la medicina tradicional y la importancia de comprenderla en su contexto cultural y en constante transformación.
En las aldeas de las provincias de Stung Treng y Preah Vihear, en el centro-norte de Camboya, donde residen personas que hablan kuy y jemer, el árbol A. ghaesembilla se emplea de diversas maneras en la vida cotidiana y las prácticas culturales de estas comunidades. Es utilizado como fuente de medicina popular, alimento y combustible, y también forma parte de actividades rituales y mágicas. Esto refleja la importancia de la planta en la vida de estas comunidades, donde desempeña un papel significativo tanto en la subsistencia como en la esfera cultural y espiritual.
En Vietnam, las hojas de la planta A. ghaesembilla han sido utilizadas en la medicina tradicional para tratar enfermedades de la piel. Además, el fruto de la planta se ha empleado en el tratamiento de afecciones como dolores de garganta y enfermedades pulmonares. Estos usos tradicionales reflejan la diversidad de aplicaciones medicinales que se le atribuyen a esta planta en diferentes culturas y regiones. 
En China, el fruto de A. ghaesembilla se consume como alimento. Además, en la medicina tradicional local, se utilizan diferentes partes de la planta para diversos fines terapéuticos. Las hojas se emplean para tratar dolores de cabeza, el tallo se utiliza para estimular el flujo menstrual, y el fruto se utiliza como un purgante. Estos usos reflejan la diversidad de aplicaciones medicinales y culinarias que se le atribuyen a esta planta en la región.
En Kerala, un estado en el sur de la India, la fruta de A. ghaesembilla se emplea como condimento en platos de pescado y carne, lo que añade sabor y aroma a la comida local. Además, en diferentes regiones de la India, incluyendo a los pueblos tribales, la planta se utiliza en la medicina popular como sedante. Esta es otra muestra de la versatilidad de la planta en la cocina y la medicina tradicional de la India. 

## Historia
La especie fue nombrada en 1788 por el botánico alemán Joseph Gaertner (1732-1791), quien llevó a cabo su labor en los actuales Países Bajos y Rusia. Gaertner describió este taxón en su obra "De Fructibus et Seminibus Plantarum". Su contribución fue fundamental en la clasificación y nomenclatura de plantas, y su trabajo sigue siendo valioso en la historia de la botánica.